# James M. Collins
James Mitchell Collins, também conhecido como Jim Collins (Hallsville, 29 de abril de 1916 — Dallas, 21 de julho de 1989) foi um político norte-americano. Membro do Partido Republicano, integrou a Câmara dos Representantes dos Estados Unidos pelo Texas de 1968 a 1983.